# 2012년 벤쿠버 국제 영화제
제31회 벤쿠버 국제 영화제는 2012년 9월 27일에 열린 시상식이다.

## 수상 및 후보

### 캐나다 장편상
- 블랙버드 - 제이슨 벅스턴 수상

### 캐나다 장편상 특별언급
- 비커밍 레드우드 - 제시 제임스 밀러 수상

### 캐나다 단편상 특별언급
- 피치 쥬스 - 나탄 길리스 외 2명 수상

### 캐나다 단편 신인감독상
- 플로트 - 주안 리딩거 수상

### 캐나다 다큐멘터리인기상
- 블러드 렐러티브 - 니미샤 뮤케르지 수상

### 캐나다영화인기상
- 비커밍 레드우드 - 제시 제임스 밀러 수상

### 용호상
- 엠페러 비지트 더 헬 - 리 뤄 수상

### 로저스 관객상
- 더 헌트 - 토마스 빈터베르그 수상

### 국제장편영화 데뷔 인기상
- 아이, 안나 - 바너비 사우스캠 수상

### 다큐멘터리인기상
- 누알라: 어 라이프 앤 데스 - 케이트 오캘러한 외 1명 수상

### 환경영화인기상
- 혁명 - 롭 스튜어트 수상

### 용호상 특별언급
- 물고기 - 박홍민 수상
- 아주 특별한 여행 - 요셉 앙기 노엔 수상

### 여성 필름&비디오 예술상
- 리버풀 - 마농 브리앙 수상

### 예술과 편지
- 비웨어 오브 미스터. 베이커 - 제이 벌거
- 카툰 콜리지 - 티아라 레이 외 1명
- 프랑켄슈타인: 어 모던 미스 - 애덤 로우
- 고트하드 스츄. 어 센슈얼 비전 오브 더 월드 - 빌리 허먼
- 고자란: 타임 패싱 - 프랭크 쉐퍼
- 어마 로-파이 - 오리 욘손
- 엘 구스토 - 사피네즈 부스비아
- 헤브레오 더 서치 포 살로모니 로시 - 조셉 로크리츠
- 하우 투 그로우 어 밴드 - 마크 미토
- 헌터스 브라이드 - 젠스 뉴버트
- 인 서치 오브 하이든 - 필 그랍스키
- 조프리: 매버릭스 오브 아메리칸 댄스 - 밥 허쿨즈
- Karajan: The Second Life - Eric Schulz
- 루 해리슨: 월드 오브 뮤직 - 에바 솔테스
- p.s. beirut--chapter 1 + 2 - M.H. Shamberg
- 파라비톤 - 피어 루이지 네르비 앤드 로만 콘크리트 - 헤인즈 에미그홀즈
- 페레 인 프랑스 앤 알제리 - 헤인즈 에미그홀즈
- 퍼시스턴스 오브 비전 - 케빈 슈렉
- 플레이 라이크 어 라이온: 더 레거시 오브 마에스트로 알리 악바르 칸 - 조슈아 딜런 멜라즈
- 포트레이트 오브 월리 - 앤드류 쉐어

### 캐나다 이미지
- A+ - 노부 애딜먼
- 항생제 - 브랜든 크로넨버그
- 어셈블리 - 젠 스트롬
- 베어풋 - 다니스 고렛
- 비커밍 레드우드 - 제시 제임스 밀러
- 우화 - 드니 코테
- Big Mouth - 안드레아 도프만
- 비너 - 제이 폭스 외 1명
- 블랙버드 - 제이슨 벅스턴
- 블러드 렐러티브 - 니미샤 뮤케르지
- 밥케이지온 - 앤디 킨
- 브로큰 하트 신드롬 - 더스티 맨치넬리
- 카메라 샤이 - 마크 소워스
- 캐미언 - 라파엘 오엘렛
- 카누잭키드 - 조나단 윌리암스
- 더 카본 러쉬 - 에이미 밀러
- 찰리 존 - 마이클 멜스키
- 코버스 - 다르시 반 포엘지스트
- 크라임즈 오브 마이크 레켓 - 브루스 스위니
- 더 디사피어리드 - 섄디 미첼

### 우리시대의 영화
- 아부, 선 오브 아담 - 살림 아메드
- 애프터 더 배틀 - 유스리 나스랄라
- 올 인 굿 타임 - 나이젤 콜
- 아넬리 - 안테이 파락
- 애니 데이 나우 - 트래비스 파인
- 에이프 - 조엘 포트리쿠스
- 이곳, 그곳 - 안토니오 멘데스 에스파르사
- 아라이아노스 - 엘로이 엔시소
- 우연히도 행운이 - 알렉스 드 라 이글레시아
- 바바라 - 크리스티안 펫졸드
- 뷰티 - 다니엘라 세기아로
- 버베리안 스튜디오 - 피터 스트릭랜드
- 비욘드 더 힐즈 - 크리스티안 문주
- 블랙퍼스트 위드 커티스 - 로라 코렐라
- 불가에 앉아 - 알레한드로 페르난데즈 알멘드라스
- 더 캡슐 - 아디너 레이첼 창가리
- 칠드런 오브 사라예보 - 아이다 베기츠
- 나도 너처럼 - 제프리 엔트호벤
- 더 코메디 - 릭 알버슨
- 더 컴퍼스 이즈 캐리드 바이 더 데드 맨 - 아르투로 폰스

### 갈라스 부문
- 홀리 모터스 - 레오 까락스
- 아이, 안나 - 바너비 사우스캠
- 미드나잇 칠드런 - 디파 메타

### 논픽션 부문
- 앰배서더 - 매즈 브루거
- 베이 오브 올 세인츠 - 애니 이스트만
- 나는 쿠추다 - 캐서린 페어팩스 라이트 외 1명
- 커니큘러 - 조시 알바레즈
- 크로커다일 인 더 양쯔 - 포터 에리스만
- 더 돌드럼스 오어 하우 투 큐어 새드니스 - 엔젤레스 크루즈
- 페이싱 애니멀스 - 얀 반 이즈큰
- 파 프럼 아프가니스탄 - 존 지안비토 외 3명
- 아파트 - 아론 골드핑거
- 더 그레이트 노스웨스트 - 맷 맥코믹
- 인서던트 인 뉴 바그다드 - 제임스 스피온
- 인디그나도스 - 토니 갓리프
- 더 인비저블 원스 - 세바스찬 리프쉬츠
- 또 다른 전쟁 - 커비 딕
- 이란 잡 - 틸 샤우더
- 자이 빔 콤래드 - 아난드 팟와르드한
- 크리시스 - 니코스 가츠사오우니스 외 1명
- 더 마운틴 러너즈 - 토드 와져 외 1명
- Nangchen Shorts - 베리 펄만
- 노 잡 포 어 우먼: 더 위민 후 포트 투 리포트 WWII - 미셸 미도리 필리온

### 주목! 프랑스
- 어니스트 & 셀레스틴 - 뱅상 파타르
- 세르쥬 갱스부르의 자화상 - 피에르-엉리 살파티
- 프랑스 다이어리 - 레이몽 드파르동
- 미니스터 - 피에르 슐러
- 질서와 도덕 - 마티유 카소비츠
- 재와 뼈 - 자크 오디아르
- 더 시크릿 오브 더 앤트 칠드런 - 크리스틴 프랑수아
- 5월 이후 - 올리비에 아사야스
- 브라씨 부자의 맛있는 가업잇기 - 폴 라코스테

### 바다 정원
- 리플렉션: 아트 포 언 오일-프리 코스트 - 캐머런 데니슨
- 배드 웨더 - 지오바니 지옴미
- 버더: 더 센트럴 파크 이펙트 - 제프리 킴벌
- 고통의 씨앗 - 미카 X. 페레드
- 바틀드 라이프 - 네슬스 비즈니스 위드 워터 - 우르스 슈넬
- 카본 포 워터 - 에반 아브람손 외 1명
- 바다 정원 - 토머스 리델샤이머
- 하트 오브 스카이, 하트 오브 어스 - 프라우케 잔디히 외 1명
- 인투 더 자이어 - 스콧 엘리어트
- 리바이어던(영어판) - 베레나 파라벨 외 1명
- 모어 댄 허니 - 마르쿠스 임후프
- 레이징 레지스탕스 - 데이비드 버넷 외 1명
- 혁명 - 롭 스튜어트
- 스토리즈 프럼 라카 비치 - 단 벨드후이젠
- 서바이벌 프레어 - 벤자민 그린
- 위 아 낫 브로크 - 빅토리아 브루스 외 1명
- 싱구 - 까우 앙부르게르

### 용과 호랑이
- 10+10 - 허우 샤오시엔 외 19명
- 압바우 - 마사히로 오오스카
- 사랑의 대역 - 당효백
- 밤새도록 - 마인 고이치
- 2010년, 서울 - 김민철
- 유령 - 빈센트 산도발
- 뷰티풀 2012 - 김태용
- 베이징 양아치 - 장위엔
- 피를 파는 사나이 - 손봉수
- 낙타객 - 가오 펭
- 더 참 오브 아더스 - 니노미야 류타로
- 수컷 - 황현진
- 딥 인 리플렉션 - 세이케 미카
- 디자인 오브 데스 - 관호
- 꿈 파는 두 사람 - 니시카와 미와
- 이스트 미츠 웨스트 2011 - 유진위
- 계란과 돌 - 지 황
- 엠페러 비지트 더 헬 - 리 뤄
- 물고기 - 박홍민
- 벌거숭이 - 박상훈

### 국제 단편 부문
- 우다시티 - 아니어반 로이
- 배드 문 라이징 - 스콧 해밀턴
- 더 발리보 나이트 - 니콜라스 블랙
- Beautiful Bravery - Andrea Pothiboon 외 2명
- Between Us Two - Eli Rezik
- Blueberry Haiku - Sam Massooleh
- 클럭 - 마이클 러벨
- 크레센도 - 알론소 알바레즈
- 더 디 트레인 - 제이 로젠블랫
- A Diary of Withdrawal - Rosy Vollant 외 1명
- 더블 시프트 - 아미트 로이
- 듀나스 - 알렉산더 쿠에자다
- 엔카운터스 - 타카시 이츠카
- 에리카 & 샐리 - 한나 안데르손
- Faith in London - Tariq Chowdhury
- 퍼스트 매치 - 올리비아 뉴먼
- 굿 카르마 $1 - 에이미 라슬렛 외 1명
- Goodbyes - Atos Ottawa 외 3명
- 그레이트 웨스턴 - 탄야 골드버그
- 헤븐 온 어스 - 매튜 클라이드

### 특별소개 부문
- Ablaye Cissoko & Volker Goetze: Live at the Vogue! - Griot
- 아무르 - 미카엘 하네케
- 앤젤스 셰어 - 켄 로치
- City Lens: 60s Vancouver by Night & Day--Vancouver Archival Film Program - 존 풀러 외 1명
- 그리오 - 볼커 고에체
- 더 그러브 스테이크 - 넬 쉽맨 외 1명
- 어 레이트 쿼텟 - 야론 질버맨
- 어 라이어스 오토바이오그라피 - 더 트루 스토리 오브 몬티 파이톤스 그레이엄 채프먼 - 빌 존스 외 2명
- 사랑에 빠진 것처럼 - 압바스 키아로스타미
- 러브 이즈 올 유 니드 - 수잔 비에르
- 손오공 3D - 수 다 외 1명
- 마이 파더 앤 더 맨 인 블랙 - 조나단 홀리프
- 르누와르 - 질 부르도스
- 로얄 어페어 - 니콜라이 아르셀
- 세션: 이 남자가 사랑하는 법 - 벤 르윈